# Eoarchaikum
Eoarchaikum je nejstarší období archaika. Datuje se do období před 4000/3800 až 3600 miliony let (Ma). Spodní hranice eoarchaika není zcela jasně stanovena. Název je odvozen z řeckých slov eos (úsvit) a archaios (starobylý).
Na počátku archaika ustalo dopadání meteoritů na zemský povrch, zakončené obdobím zvýšené aktivity - tzv. pozdním velkým bombardováním - zhruba před 4000 - 3800 miliony let. Krátery po těchto meteoritech se dochovaly pouze na Měsíci, zatímco na Zemi byly zničeny pozdějšími geologickými procesy. Bombardování Země je ale možné předpokládat ve vyšší intenzitě než na Měsíci, protože je větší a má tudíž větší přitažlivost.
Intenzivní dopady meteoritů silně ovlivňovaly zemskou atmosféru, hydrosféru i litosféru. Přesto patrně neměly zcela ničivý dopad na celou planetu a působily vždy spíše lokálně. Také proto mohly velmi záhy vzniknout první živé organismy.

## Atmosféra
Planeta postupně chladla, patrně i díky nižší svítivosti Slunce. Podnebí však bylo stále velmi horké a vlhké a teploty dosahovaly výrazně vyšších hodnot než v současnosti (cca 70 °C).
Atmosféra byla stále slabě redukční, s převažujícím oxidem uhličitým a dusíkem, prosycená vodní párou, prachem a popelem. V menším množství obsahovala též amoniak, methan, oxid uhelnatý, vodík a další plyny, zcela však chyběl volný kyslík. Složení atmosféry i nadále silně ovlivňovala intenzivní sopečná činnost a dopady meteoritů.
Dostatek oxidu uhličitého a methanu v atmosféře vytvářel silný skleníkový efekt a chránil Zemi před zmrznutím, ačkoliv mladé Slunce zatím dosahovalo jen asi 75% svého současného výkonu.

## Hydrosféra
Existence tekuté vody je již velmi dobře doložena díky dochovaným horninám. V eoarchaiku kromě vyvřelin vznikaly i sedimentární horniny, které vyžadovaly přítomnost stabilního vodního prostředí. Oceány patrně pokrývaly velkou část povrchu planety. Voda byla velmi kyselá a slaná, bez volného kyslíku.
Díky vysoké teplotě se voda odpařovala ve větší míře než dnes. Prach a popel, který se kvůli sopečné činnosti vyskytoval v ovzduší v hojné míře, napomáhal kondenzaci vodní páry a tím pádem i vyššímu výskytu prudkých dešťů. I tyto deště byly silně kyselé a napomáhaly erozní činnosti.

## Geologie
V eoarchaiku vznikala jádra současných kontinentů - kratony. Měla však zatím jen velmi malou rozlohu, zřejmě dosahovala pouze několika desítek kilometrů v průměru. Není známo, zda a jak v archaiku fungovala desková tektonika.
Zemská kůra byla dosud slabá, tvořená zejména z vyvřelých hornin. Ty vznikaly postupným tuhnutím povrchového magmatického oceánu a později také intenzivní sopečnou činností. Typické vyvřeliny archaika jsou komatiity, později se vyčlenily také trondhjemity, tonality a granodiority. Dále jsou pro archaické terény typická pásma zelenokamenů, tvořená amfibolity a zelenými břidlicemi. Tyto metamorfované horniny se tvořily právě v místech kolizí jednotlivých protokontinentů.
Z doby před 3850 - 3800 miliony let jsou známé také nejstarší sedimenty a vznikají i první ložiska páskované železné rudy, typické sedimentární horniny prekambria.
Z eoarchaika je již dochováno větší množství reliktů nejstarších pevnin. Doklady přesto zůstávají velmi sporé. Nacházejí se v malých fragmentech téměř po celé zemi, ale jen výjimečně jsou doloženy větší, celistvě dochované úseky. V současné době jsou známé tři hlavní úseky eoarchaických hornin. Nacházejí v Kanadě, Grónsku a Austrálii. Méně rozsáhlá naleziště jsou známá i z Antarktidy nebo z Číny. I nadále jsou odhalovány nové lokality, stejně jako je zpřesňováno a opravováno datování vzorků z již známých oblastí.
Významné lokality:
- Grónsko - eoarchaické horniny byly nalezeny v provincii Nuuk na jihozápadním pobřeží a dosahují stáří až 3850 milionů let. Jedná se o nejstarší známou a současně největší a nejlépe prozkoumanou oblast eoarchaických hornin, která je součástí severoatlanského kratonu.
  - Itsaq gneiss complex (Itsaq znamená v grónštině "starobylý")
    - Aasivik terrane
    - Qarliit Taserssuat assemblage
    - Isukasia terrane - součástí je i Isua Greenstone Belt
    - Færingehavn terrane - součástí jsou Amîtsoq gneisses a ostrov Akilia

- Kanada
  - Acasta Gneiss – východní okraj kratonu Otročího jezera (Slave craton)
  - Nuvvuagittuq greenstone belt - severovýchod kratonu Hořejšího jezera (Superior craton)
  - Saglek block - severoatlantský kraton (Nain province)
    - Nulliak assemblage
    - Uivak gneisses
    - Nanok gneiss

- Austrálie
  - Narryer gneiss terrane – nejstarší část kratonu Yilgarn v jeho severní části
    - Manfred complex
    - Meeberrie Gneiss

- Antarktida - východoantarktický kraton, oblast Enderbyho země
  - Napier complex
    - Mount Sones
    - Gage Ridge
    - Fyfe Hills

- Čína – severočínský kraton v severovýchodní části země
  - oblast Anshan
    - Baijiafen gneiss
    - Dongshan banded gneiss
    - Shengoushi complex

## Biosféra
Vznik života je zřejmě nejdůležitější událostí tohoto období. Přestože se předpokládá vznik života právě v eoarchaiku, stopy prvních organismů jsou lépe známy až z následujících období. Pozůstatky z eoarchaika, staré až 3850 milionů let byly nalezeny ve vzorcích z ostrova Akilia v oblasti Itsaq gneiss complex v západním Grónsku. Jednobuněčné organismy, podobné dnešním kvasinkám byly v roce 1978 nazvány Isuasphaera isua. Nález dosud zůstává značně kontroverzní a přítomnost stop živých organismů není jednoznačně přijímána, neboť horniny byly v pozdějších dobách silně metamorfovány.